# دوروس نایلاند
دوروس نایلاند (هلندی: Dorus Nijland; ۲۶ فوریهٔ ۱۸۸۰ – ۱۳ دسامبر ۱۹۶۸) دوچرخه‌سوار اهل هلند بود.